# 埃米尔·阿莱
埃米尔·阿莱（法語：Émile Allais，1912年2月25日—2012年10月17日），法国男子高山滑雪运动员。他曾代表法国参加1936年冬季奥林匹克运动会高山滑雪比赛，获得男子全能铜牌。